# Auberon Waugh
Auberon Alexander Waugh (17 novembre 1939 - 16 janvier 2001) est un journaliste et polémiste britannique. Fils aîné de l'écrivain Evelyn Waugh, il est connu pour ses essais satiriques et pour ses opinions conservatrices en matière de politique et de religion. Affectant volontiers un snobisme provocateur, il s'élève avec énergie contre l'américanisation du Royaume-Uni en dénonçant notamment les dangers du hamburger. Francophile, il achète une maison dans le sud de la France. Son autobiographie, publiée en français sous le titre Mémoires d'un gentleman excentrique, évoque longuement la famille Waugh.

## Biographie
Né dans la propriété de ses grands-parents maternels, Pixton Park, à Dulverton (Somerset), Auberon Waugh, surnommé « Bron », est le deuxième enfant et le fils aîné d'Evelyn Waugh et de sa seconde épouse, née Laura Herbert. Il fait ses études au collège bénédictin de Downside puis à Christ Church (Oxford), où il renonce à passer son diplôme, préférant faire ses débuts dans le journalisme et la littérature. Son premier roman, La Saga des Foxglove, parait en 1960, alors qu'il vient d'avoir 20 ans.
Sa longue et prolifique carrière commence en tant que reporter au Daily Telegraph, puis il écrit pour The Spectator, le New Statesman, British Medicine et d'autres publications telles que le Daily Mirror, le Daily Mail, l'Evening Standard et The Independent.  De 1981 à 1990 il tient une rubrique importante dans le Sunday Telegraph. 
Sa chronique régulière dans Private Eye, du début des années 1970 jusqu'en 1986, lui vaut la célébrité. Il la définit comme « entièrement consacrée à raconter des mensonges ». De 1986 jusqu'à sa mort, il est le rédacteur en chef de la Literary Review, où il est le cofondateur du Bad Sex in Fiction Award, un prix destiné à récompenser chaque année la plus mauvaise scène de sexe de la littérature romanesque contemporaine. 
La nouvelle de sa mort, due à une crise cardiaque à peu près au même âge que ses parents, suscite de nombreux articles de presse et est affichée sur les « placards » de l’Evening Standard.

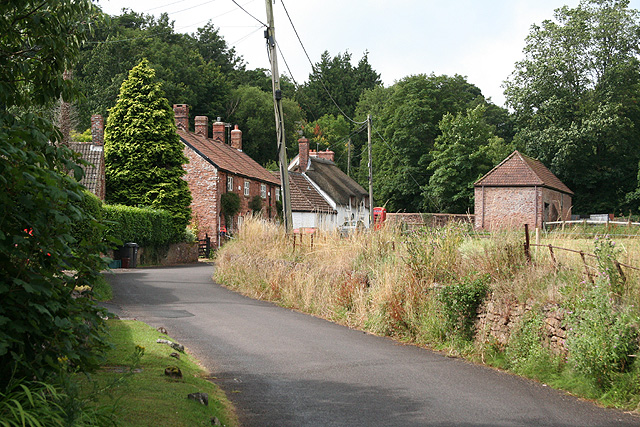
Combe Florey, le village où résidait Auberon Waugh.

Marié depuis 1961 à Lady Teresa Onslow, fille du 6e comte d'Onslow, il a quatre enfants : Margaret Sophia Laura (1962), Alexander Evelyn  (1963), Daisy Louisa Dominica (1967) et Nathaniel Thomas Biafra (1968). Son fils aîné, Alexander Waugh (en), est l'auteur de Fathers and Sons :  The Autobiography of a Family  (histoire de la famille Waugh) et de Les Wittgenstein : Une famille en guerre (sur la famille Wittgenstein).

## Source
- (en) Cet article est partiellement ou en totalité issu de l’article de Wikipédia en anglais intitulé « Auberon Waugh » (voir la liste des auteurs).

## Œuvres

### Ouvrages traduits en français
- La Saga des Foxglove, Fayard, 1962
- Mémoires d'un gentleman excentrique, Anatolia/Le Rocher, 2001
- Waugh part en campagne, Anatolia/Le Rocher, 2002

### Ouvrages en langue anglaise
Romans
- The Foxglove Saga (1960)
- Path of Dalliance (1963)
- Who Are The Violets Now? (1965)
- Consider the Lilies (1968)
- A Bed of Flowers (1972)

Essais
- The Last Word
- Another Voice : An Alternative Anatomy of Britain, 1986,  (ISBN 0-947752-71-4)
- Will This Do?, 1991